# 陳誥
陳誥（1533年—？），字守巽，號紫臺，福建興化府莆田縣人，民籍，明朝政治人物。

## 生平
福建鄉試第十七名舉人。嘉靖四十四年（1565年）中式乙丑科二甲第五十九名進士。工部观政，四十五年三月授颍州知州，隆庆二年（1568年）十月升户部员外郎，五年二月升郎中，万历二年（1574年）二月升南安知府，七年三月升浙江副使，九年十一月升云南左参政，十三年七月调广西副使，十七年正月考察致仕。

## 家族
曾祖陳崇著，贈右副都御史；祖父陳玥，贈經歷；父陳魁宗，京卫經歷累赠郎中。嫡母吳氏（贈孺人）；生母吳氏，贈宜人。兄山（庠生）、说（礼部儒士）、諫、诩（知县）、弟讽、謙（庠生）、讚、詵、諴（庠生）、警、梦京、謐、诗、護、藹、諄、梦文、谠、論。